# Naš svet se pa vrti
Naš svet se pa vrti (na naslovnici je naslov napisan kot Naš svet se pa vrti 1.) je debitantski studijski album slovenskega kantavtorja Adija Smolarja, prvič izdan na audio kaseti leta 1989 v samozaložbi na prigovarjanje prijateljev.
Nato je bil januarja 1991 še enkrat posnet v Studio Činč in je izšel kasneje istega leta pri založbi Panika.

## Seznam pesmi
Vse pesmi je napisal in uglasbil Adi Smolar.
| Stran A | Stran A                                     | Stran A |
| Št.     | Naslov                                      | Dolžina |
| ------- | ------------------------------------------- | ------- |
| 1.      | „Pasji dnevi‟                               |         |
| 2.      | „Božanski glas‟                             |         |
| 3.      | „Kompleksomanija‟                           |         |
| 4.      | „Iskra, čas in mraz (Osamljen v Ljubljani)‟ |         |

| Stran B | Stran B                  | Stran B |
| Št.     | Naslov                   | Dolžina |
| ------- | ------------------------ | ------- |
| 1.      | „Brez besed‟             |         |
| 2.      | „V slogi vrtijo...‟      |         |
| 3.      | „Ohcet si že zamudila‟   |         |
| 4.      | „Moja žalost (Parodija)‟ |         |
| 5.      | „Grobovi‟                |         |

## Zasedba
Prirejeno po opombah z ovitka albuma.
- Adi Smolar — vokal, kitara
- Aleš Hadalin — orglice, blok flavta, harmonika, vokal
- Peter Lagudin — kitara, vokal
- Helena Čebul — vokal na posnetku A2
- Petra Gačnik — vokal na posnetku A3
- Katarina Bambič — vokal na posnetku B2
- Tomaž Mancini — violina
- Matija Pavlovec — fotografiranje
- Janja Ošlaj — oblikovanje